# 约什·马特洛
约什·马特洛（英語：Josh Matlow，1975年11月27日—），加拿大政治人物，自2010年起担任多倫多第12选区（Toronto- St. Paul's）市议员。
在担任市议员前，马特洛曾在2002年代表安大略省自由党参加Dufferin-Peel-Wellington-Grey选区补选，但在竞选当中负于时任安省进步保守党党领Ernie Eves。从2003年到2010年，马特洛担任多伦多公校教育局（TDSB）理事，代表St. Paul's选区。马特洛在2010年首次当选市议员，并在2014、2018及2022年三次连任。在2023年，马特洛宣布参选多伦多市长补选。

## 早年生活和教育背景
马特洛出生于安大略省多伦多。他的父亲泰德·马特洛（Ted Matlow）是一名联邦法官，他的母亲伊莱恩·米切尔（Elaine Mitchell）是一名退休的高中教师。他在康考迪亚大学学习政治学，并在法国巴黎的L'École Internationale de Théâtre Jacques Lecoq就读。 

## 职业生涯
在从政之前，马特洛是一名演员。他在节日里表演，做过即兴喜剧和电视广告。
马特洛曾为多家当地报纸撰写文章，包括《多伦多太阳报》和《多伦多星报》。他在多伦多大学电台CIUT主持了一个电话广播节目，是多伦多脱口秀电台AM 640和CFRB的每周撰稿人和联合主持人。他在多伦多广播电台Newstalk 1010主持了一个名为The City with Josh Matlow的脱口秀节目，并且是《多伦多星报》的每周专栏作家。

## 政治生涯
2002年，时年26岁的马特洛被安大略省自由党邀请成为Dufferin-Peel-Wellington-Grey的候选人，参加与进步保守党党领Ernie Eves的补选。他以3,560票之差落败。

### 多伦多教育局理事（2003—2010）
在2003年，马特洛当选多伦多教育局理事，并且在2006年再度连任。

### 多伦多市议员

#### 选举
在2010年，马特洛首次当选多伦多市议员。在选举后接受《多伦多星报》采访时，他确定培养社区意识是他所在选区的首要任务。他批评了该市的公众咨询过程，并承诺与居民举行市政厅会议。
在2014年，马特洛以全市最高得票数（24347票）以及最高得票率（86.2%）再度当选市议员。在2018年，马特洛在新成立的第12选区（Toronto—St. Paul's）再度连任，击败了另一名市议员Joe Mihevc。在2022年，马特洛又一次连任。
马特洛在2010年、2014年、2018年、和2022年的选举中得到了《多伦多星报》编辑委员会的支持。

#### 政治立场
马特洛将自己定位为政治中间派。
在2011年接受BlogTO采访时，他提议将垃圾收集服务外包，并允许工会参与招标。他还支持要求省府将公共交通定义为必要服务，以防止工会成员罢工。马特洛支持废除车辆登记税，他还表示不喜欢土地转让税，但不支持废除，因为这会在城市预算中留下巨大的收入缺口。
在2023年，马特洛自称为“务实进步主义者”。《多伦多星报》的评论文章在在多伦多市长补选第一次辩论后，评价马特洛是务实的候选人，在地产税与增加市政收入的问题上表现坦诚。

### 2023年市长补选
马特洛于2023年3月21日宣布，他有意在2023年的补选中竞选多伦多市长。在接受多伦多星报采访时，马特洛认为政治纲领为“务实进步”，并致力于通过节约成本和调整地产税来改善城市财政和服务。他指出，根据市府报告，多伦多市在未来十年内发现465亿加元的预算压力，并承诺将采取有意义的行动来解决这个问题。
马特洛将暂停重新命名登打士街的计划。他还表示，他打算要求市议会重新评估重建贾丁纳高速公路东部的计划。他批评前副市长Ana Bailão要求省政府接管这条高速公路的计划，称其“不切实际”。在马特洛的计划当中，他提议以最经济实惠、以及速度最快的方式修缮贾丁纳高速公路东部工程。
马特洛提议建立一个1.15亿加元的社区健康和安全基金，该基金将用于打击导致犯罪的根本原因。在公共交通方面，马特洛承诺将会投入资金，将多伦多公共交通服务提升到疫情前的水平，并为老年人群体提供公交费用减免计划。马特洛还承诺将加大对老年人群体服务的投入，提升老年人群体在住房、医疗、交通、以及社交方面的生活质量。
马特洛还提议对多伦多危险的道路和十字路口进行改造，降低发生重大交通事故的风险。在社区建设方面，马特洛提出延长图书馆在星期日的开放时间，确保所有的市图书馆在星期天都会公众开放。此外，马特洛还承诺将合理利用学校用地与室内设施，在放学后将学校转换成为社区中心。在接受CBC电台节目采访时，马特洛表示此前的市长在市政花销当中并不诚实，马特洛提议改善清雪和交通项目，在其公布的财政计划当中，每户地产税平均只增长67加元。马特洛还提出，将会投资2670万加元，用于鼓励青年就业和社区健康项目建设。